# Charlie Benante

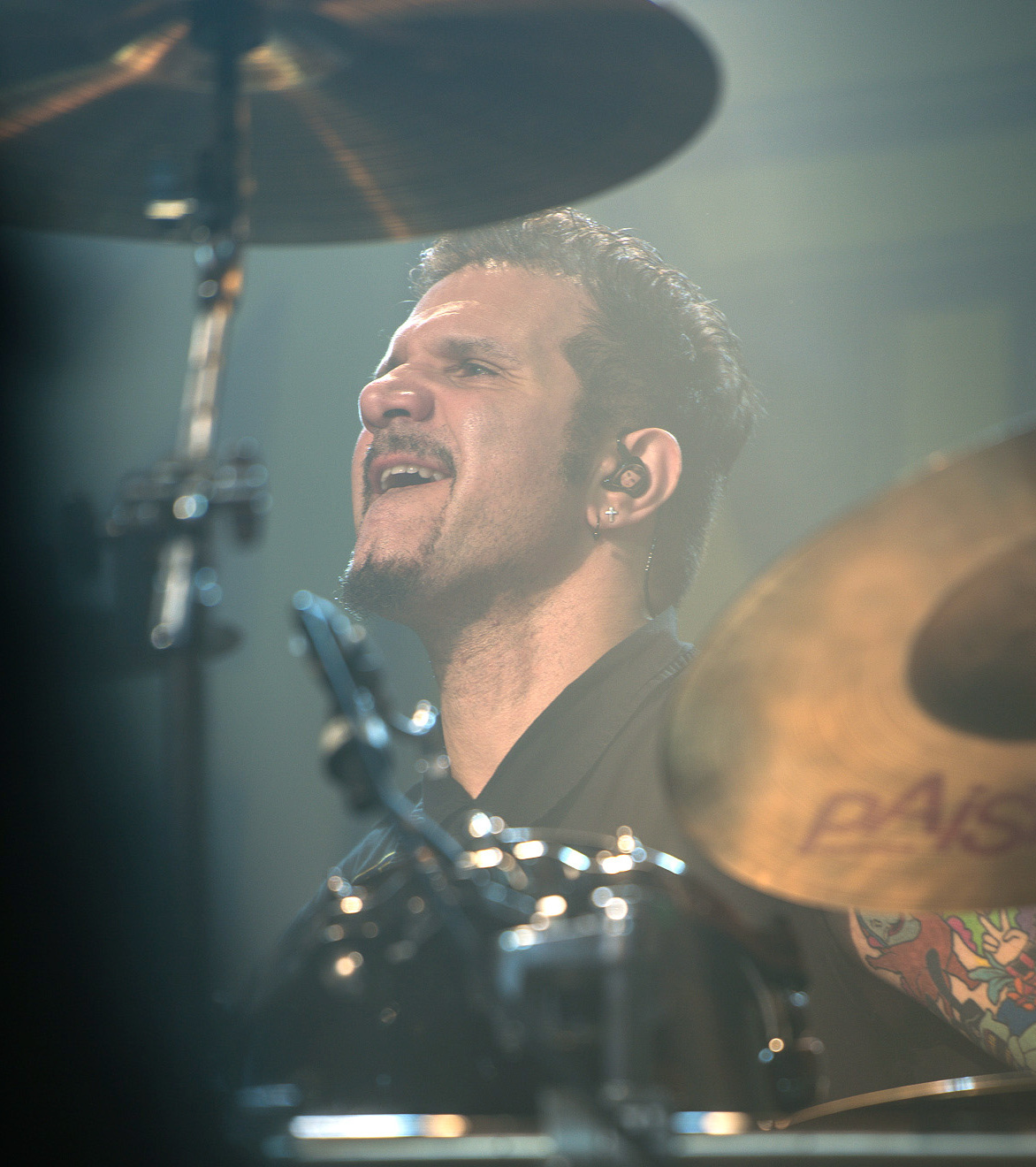
Charlie Benante (2017)

Charlie Benante (* 27. November 1962 in New York City) ist ein amerikanischer Musiker und Schlagzeuger der Thrash-Metal-Band Anthrax. Neben Schlagzeug spielt er Gitarre und Keyboard und ist als Musikproduzent tätig. Benante gilt als einer der Väter des Blastbeats, einer sehr schnell gespielten Schlagzeugtechnik.

## Leben und Wirken

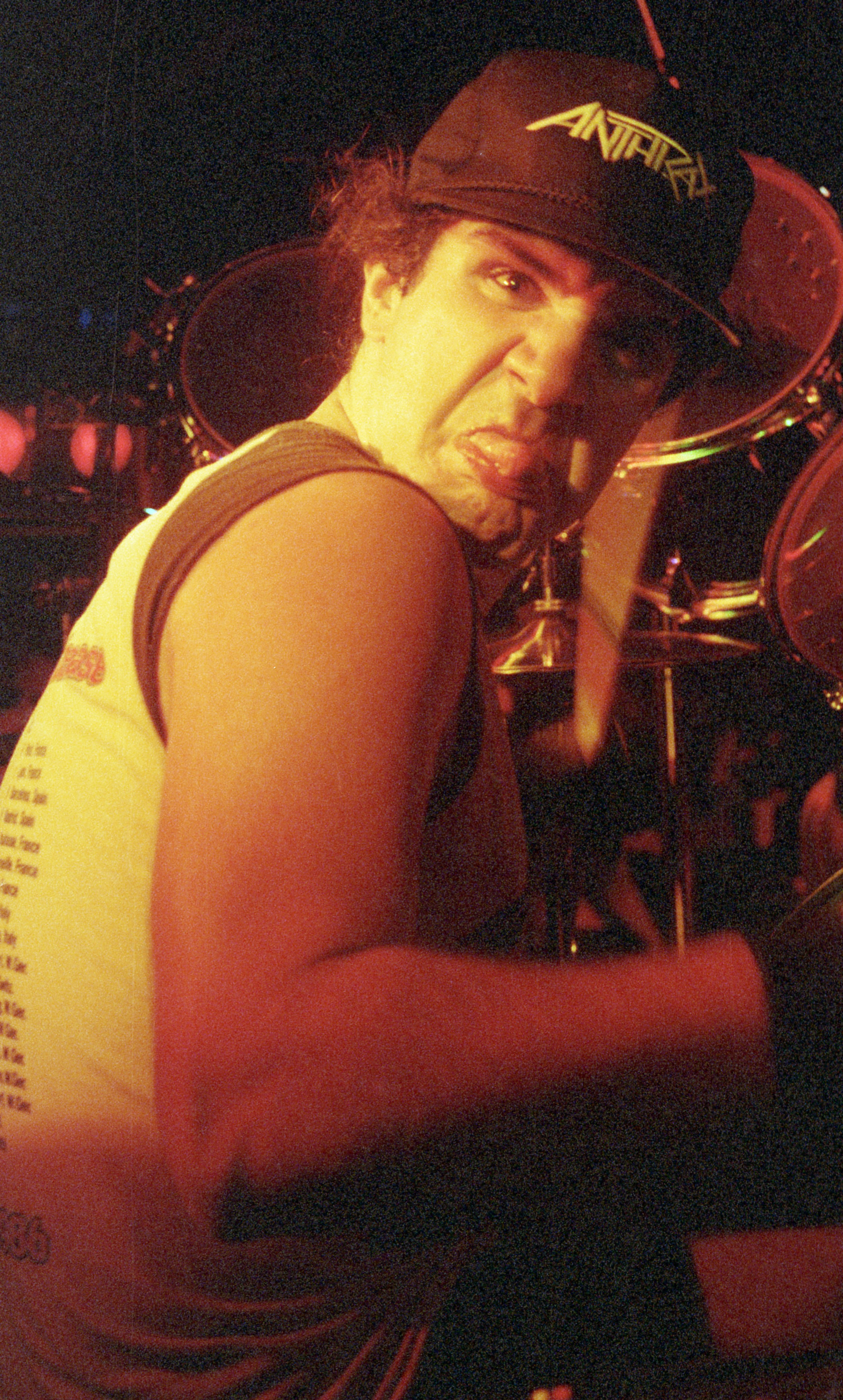
Benante mit Anthrax (1987)

Benante stammt aus einer amerikanischen Mittelklasse-Familie, seine Mutter und sein Großvater spielten Gitarre. Er hat zwei ältere Schwestern. Im Alter von fünf Jahren sollte Benante mit dem Schlagzeug-Spiel beginnen. Nachdem er von verschiedenen Musikschulen wegen seines Alters abgelehnt worden war, gab ihm nach einem Probespiel ein Jazz-Schlagzeuger Privatunterricht. Wenig später verstarb Benantes Vater. Nach einigen Jahren Unterricht übernahm er das Schlagzeug bei einer Mädchenband aus der Nachbarschaft, nachdem die ursprüngliche Schlagzeugerin auf das College gegangen war. Als Benante 14 war, zog Frank Bello, der Sohn seiner älteren Schwester Rose, zu seiner Familie. Beide jammten zusammen und Benante war es, der Bello dazu bewog, von der Gitarre auf den Bass zu wechseln.
Die ersten Live-Auftritte bestritt Charlie Benante im Alter von 15 Jahren als Mitglied einer Coverband, die bis zu vier Auftritte am Abend hatte und Stücke von The Who oder von The Cars spielte. Das Spielen von Coverversionen stellte Benante nicht zufrieden und er verließ die Band, um eine Ausbildung an einer Kunstschule zu beginnen. Im Mai 1983 wurde er Schlagzeuger bei Anthrax. Noch mit wenig Anteil am Songwriting zu deren Debüt Fistful of Metal, gehörte er ab dem 1985er Album Spreading the Disease zu den Hauptsongwritern der Band. Neben seinem Engagement für Anthrax war er im April 1985 einer der Gründer des Projekts S.O.D., das zu den Vorreitern des Metalcore gehört. Mit S.O.D. wollten die ursprünglich aus dem Metal stammenden Musiker ihre Vorstellung davon umsetzten, wie Hardcore Punk ihrer Meinung nach klingen muss.
Neben seiner Mitgliedschaft bei Anthrax und S.O.D. ist Benante als Sessionmusiker und Musikproduzent tätig. Für die Hard-Rock-Band Heavy the Fall aus Chicago spielte er das Schlagzeug der 2007er EP ein, die er auch produzierte. Weiterhin gastiert er seit 2008 als Live-Schlagzeuger auf verschiedenen Konzerten der Band. Ende 2009 wurde bekannt, dass er das Debütalbum von Heavy the Fall produzieren und auch die Schlagzeug-Parts einspielen wird.
Benante war verheiratet und hat eine Tochter und einen Stiefsohn. Die Familie lebte im US-Bundesstaat Illinois. Schlagzeilen machten sie 2012, als beide Ehepartner 2012 wegen häuslicher Gewalt verhaftet wurden. Benante ist seit 2019 mit der Butcher Babies-Frontfrau Carla Harvey liiert.
Er ist Unterstützer der Brady Campaign to Prevent Gun Violence, die sich gegen den missbräuchlichen Einsatz von Schusswaffen engagiert. Der leidenschaftliche Kaffeetrinker bot 2008 eine eigene Linie mit Kaffeeprodukten und handsignierten Tassen über den Onlineshop der Ehefrau von Dave Mustaine an. Anfang 2010 erschien bei der Schlagzeugmarke Tama eine Charlie Benante Signature Snaredrum.
Seit 2022 ist Benante Schlagzeuger der wiedervereinigten Band Pantera.

## Diskografie
mit Anthrax
mit S.O.D.
- Speak English or Die (Album, 1985)
- Live at Budokan (Live-Album, 1992)
- Bigger Than the Devil (Album, 1999)

mit Heavy the Fall
- Heavy the Fall (EP, 2007)